# Eugnophomyia curraniana
Eugnophomyia curraniana är en tvåvingeart som först beskrevs av Alexander 1945.  Eugnophomyia curraniana ingår i släktet Eugnophomyia och familjen småharkrankar.
Artens utbredningsområde är Panama. Inga underarter finns listade i Catalogue of Life.